# Alergie na vodu
Alergie na vodu, či akvagenní kopřivka (aquagenic urticaria), je vzácná alergická reakce organismu po kontaktu s vodou. Základním projevem je kožní vyrážka v podobě kopřivky (urtikárie). Vyrážka může být doprovázena dalšími vnějšími i vnitřními projevy, což komplikuje diagnostiku. První případ byl popsán v roce 1964. Častěji se tento typ alergie objevuje u žen, a poprvé se projeví obvykle v období dospívání.
Postižení se nemohou koupat v bazénech, ve vaně a v nejhorších případech ani velmi omezeně sprchovat. Potíže mají nejen po vodě vodárensky upravené, ale i v přírodních zdrojích (rybníky, řeky, přehrady atd.). Dokonce jsou známy i případy, kdy postižený vykazuje alergickou reakci na vlastní slzy nebo pot. První symptomy se obvykle objeví do několika minut po kontaktu s vodou, a je-li kontakt s vodou přerušen, projevy samovolně odezní po 30 až 60 minutách.

## Symptomy
Hlavním symptomem je kožní vyrážka v podobě kopřivky (urtikárie), přičemž postižená místa mohou, ale nemusí být svědivá. Ložiska jsou obvykle malá (1 až 3 mm), zarudlá nebo v barvě kůže, s jasně definovanými okraji. Nejčastěji se objevují na krku, pažích a horní části trupu, i když se mohou vyskytnout na libovolné části těla.

## Léčba
V současnosti neexistuje žádná léčba, která by postiženého dokázala plně vyléčit. Terapie je tak zaměřená spíše paliativně. Základem je vyhýbat se kontaktu s vodou. Další terapeutické postupy zahrnují:
- užívání antihistaminik,
- užívání kortikosteroidů, specificky pak stanozololu,
- fototerapie,
- používání ochranných krémů (vytvářejících bariéru mezi vodou a pokožkou).